# Tiziano Longo
Tiziano Longo, né le 24 avril 1924 et mort le 10 janvier 1978 à Rimini (Émilie-Romagne), est un réalisateur, scénariste et producteur de cinéma italien.

## Biographie
Tiziano Longo était déjà actif dans le cinéma en 1943 en tant qu'acteur dans Monte Miracolo de Luis Trenker. Après la Seconde Guerre mondiale, il a fondé de nombreuses sociétés de production avec lesquelles il a soutenu des petits et des petits films sans gros budgets, jusqu'en 1958 en tant que directeur de production, puis producteur. Il a collaboré à plusieurs reprises avec Fernando Di Leo et Nello Rossati. Après avoir réalisé en 1964 un film pour enfants peu remarqué et diffusé, Michelino Cucchiarella (it), il enchaîne en 1973 avec une comédie érotique sur son propre scénario, Malicieuse à seize ans (it), suivie d'œuvres semblables jusqu'en 1975. Ensuite, il se consacre dans trois films à l'environnement napolitain, financièrement prometteur dans ces années-là, que Mario Merola, Ciro Ippolito et Alfonso Brescia ont également exploité. Après 1977, Longo arrête sa carrière.

## Filmographie

### Réalisateur
- 1964 : Michelino Cucchiarella (it)
- 1973 : Malicieuse à seize ans (it) (Sedici anni)
- 1974 : Preuves d'amour (La prova d'amore)
- 1974 : La profanazione (it)
- 1975 : L'Étalon (Lo stallone)
- 1975 : Mala, amore e morte (it)
- 1976 : Peccatori di provincia
- 1977 : Onore e guapparia (it)

### Scénariste
- 1957 : T'aimer est mon destin ( 	Amarti è il mio destin) de Ferdinando Baldi
- 1967 : Agente Sigma 3: Missione Goldwather de Gian Paolo Callegari
- 1971 : Prostituée le jour, épouse la nuit (Bella di giorno moglie di notte) de Nello Rossati
- 1973 : Malicieuse à seize ans (it) (Sedici anni)
- 1974 : La profanazione (it)
- 1975 : L'Étalon (Lo stallone)
- 1977 : Antigang (La malavita attacca... la polizia risponde!) de Mario Caiano
- 1977 : Onore e guapparia (it)

### Producteur
- 1960 : Des filles pour un vampire (L'ultima preda del vampiro) de Piero Regnoli
- 1962 : Le Triomphe de Robin des Bois ( 	Il trionfo di Robin Hood) d'Umberto Lenzi
- 1962 : L'Épervier des Caraïbes (Lo sparviero dei Caraibi) de Piero Regnoli
- 1969 : La Jeunesse du massacre ( 	I ragazzi del massacro) de Fernando Di Leo
- 1971 : La Clinique sanglante (La bestia uccide a sangue freddo) de Fernando Di Leo